# 張慎學
張慎學（1595年—1652年），字趍正，號敬微，山西汾州府宁乡县人，明末清初政治人物，同进士出身。

## 生平
崇祯六年（1633年）癸酉科山西鄉試第六十四名舉人，十年（1637年）登丁丑科會試第八十四名，廷試三甲第一百五十六名进士。礼部觀政，十一年四月授中牟知县，十二年改元氏县，十五年升兵部武选司主事，調武库司，督運總庫。
清朝順治元年（1644年）八月授四川道御史，五年三月補福建道御史，长芦巡盐，六年十一月巡按蘇松等府，八年三月巡按順天，卒于官。
2011年山西省运城市的夏县胡张乡如意下晁村，发现张慎学的墓志铭，是迄今该县发现形制最大的墓志铭。盖石中部两竖行篆书“清故侍御趋正张长公墓志铭”。铭石文楷书，41行，足行38字。铭文中记载张慎学卒于顺治九年（1652年）五月二十四日，年五十八。

## 家族
曾祖张宗智，祖张应举，父张其才，字用吾，庠生。弟张慎修。
元配解氏，封孺人。侧室王氏生一子：宿焜。